# Dylan Ferguson
Dylan Ferguson, né le 10 août 1988 est un skieur acrobatique américain spécialiste de saut acrobatique. 

## Biographie
Il commence sa carrière au niveau international en 2004 et en Coupe du monde en 2007. En 2010, alors qu'il a été sélectionné pour les Jeux olympiques de Vancouver, il doit déclarer forfait à cause d'une complication de son appendicectomie et est remplacé par Scotty Bahrke. Il obtient son premier podium en février 2012 à Deer Valley.
Il est aussi triple champion des États-Unis du saut en 2011, 2012 et 2013.

## Palmarès

### Championnats du monde
| Édition/Discipline                    | Saut |
| Mondiaux 2007 (Madonna di Campiglio ) | 25e  |
| Mondiaux 2009 (Inawashiro )           | 7e   |
| Mondiaux 2011 (Park City )            | 25e  |
| Mondiaux 2013 (Voss )                 | 11e  |

### Coupe du monde
- Meilleur classement général : 13e en 2012.
- Meilleur classement en saut : 4e en 2012 et 2013
- 3 podiums.